# لیسا رومن
لیسا رومن (انگلیسی: Lisa Roman؛ زادهٔ ۱۷ سپتامبر ۱۹۸۹) قایقران روئینگ زن اهل کانادا است.
وی در مسابقات کشوری و بین‌المللی در مجموع برندهٔ ۲ مدال نقره، ۲ مدال برنز شده‌است.